# Ferrari 250 GTO
Pour les articles homonymes, voir 250 (nombre) et GTO.
Pour un article plus général, voir Ferrari 250.
La Ferrari 250 GTO est une voiture de course grand tourisme construite par Ferrari au début des années 1960. Elle est largement considérée comme la quintessence des modèles Ferrari, et l'une des voitures de sport les plus célèbres de tous les temps. Au-delà de son très important palmarès sportif, la GTO se caractérise par sa suspension sophistiquée et son esthétique originale et réussie.
Le nombre « 250 » correspond au volume en centimètres cubes de chaque cylindre du moteur tandis que « GTO » signifie « Gran Turismo Omologata » en italien c'est-à-dire « homologuée pour courir en grand tourisme ». Au total, 36 exemplaires ont été produits : 33 en 1962 et 1963, plus trois autres en 1964. Dans l'intervalle, le modèle a été sacré triple champion du monde en GT consécutivement de 1962 à 1964.
En 2004, Sports Car International a placé la 250 GTO à la huitième place dans la liste des meilleures voitures de sport des années 1960. Motor Trend Classic a, quant à lui, nommé la 250 GTO à la première place de la liste des « meilleures Ferrari de tous les temps. ».
En 2018, un exemplaire de 1963 a été vendu en enchères privées pour 70 millions d'euros,, devenant la voiture la plus chère au monde jusqu'à ce qu'une Mercedes-Benz 300 SLR s'échange pour 135 millions d'euros en 2022.

## Ferrari 250 GTO

### Développement
La 250 GTO a été conçue pour participer à des courses de Grand Tourisme. Il s'agissait d'une évolution orthodoxe (certains diront conservatrice) de la 250 GT SWB. L'ingénieur en chef Giotto Bizzarrini a pris le châssis de la 250 GT SWB et l'a associé au moteur V12 de 3 L de la Ferrari 250 Testa Rossa. Après que Bizzarrini et la plupart des ingénieurs de Ferrari ont été licenciés à la suite d'une dispute avec Enzo Ferrari, la mise au point a été confiée au nouvel ingénieur Mauro Forghieri et au designer Sergio Scaglietti. L'admirable carrosserie a été dessinée à partir du travail de Bizzarrini et Scaglietti, puis affinée après des essais en soufflerie et sur circuit. Contrairement à la plupart des Ferrari, elle ne fut pas conçue par un seul individu ou par une entreprise de design.
Le reste de la voiture était une synthèse de la technologie Ferrari du début des années 1960 : un châssis soudé à la main, une suspension avant à bras et un pont-rigide à l'arrière, des freins à disques, des jantes Borrani à rayons. Si la boîte de vitesses à cinq rapports marquait un progrès, elle n'était néanmoins pas vraiment révolutionnaire. La grille en métal de changement de rapport, avec la première décalée en bas à gauche, deviendra la norme sur les Ferrari suivantes. Seule l'arrivée des boîtes à six rapports, qui conserveront la fameuse grille métallique, modifiera la disposition des rapports, avec la première en haut à gauche. L'intérieur était dépouillé et simplifié à l'extrême, à tel point que le tachymètre ne fut pas considéré comme nécessaire pour le tableau de bord.
Stirling Moss testa le prototype à Monza où il réalisa un temps exceptionnel, malheureusement le modèle manquait toujours de mise au point lors de son entrée en production. Avec l’une des premières voitures fabriquées, Willy Mairesse eut un accident à cause d'un problème de tenue de route durant un test demandé par Enzo Ferrari. Mauro Forghieri dût alors revoir le châssis de la voiture en respectant la fiche d’homologation déjà enregistrée. Les modifications faites, la voiture fut testée à Monza par Lorenzo Bandini qui battit le record de Stirling Moss.

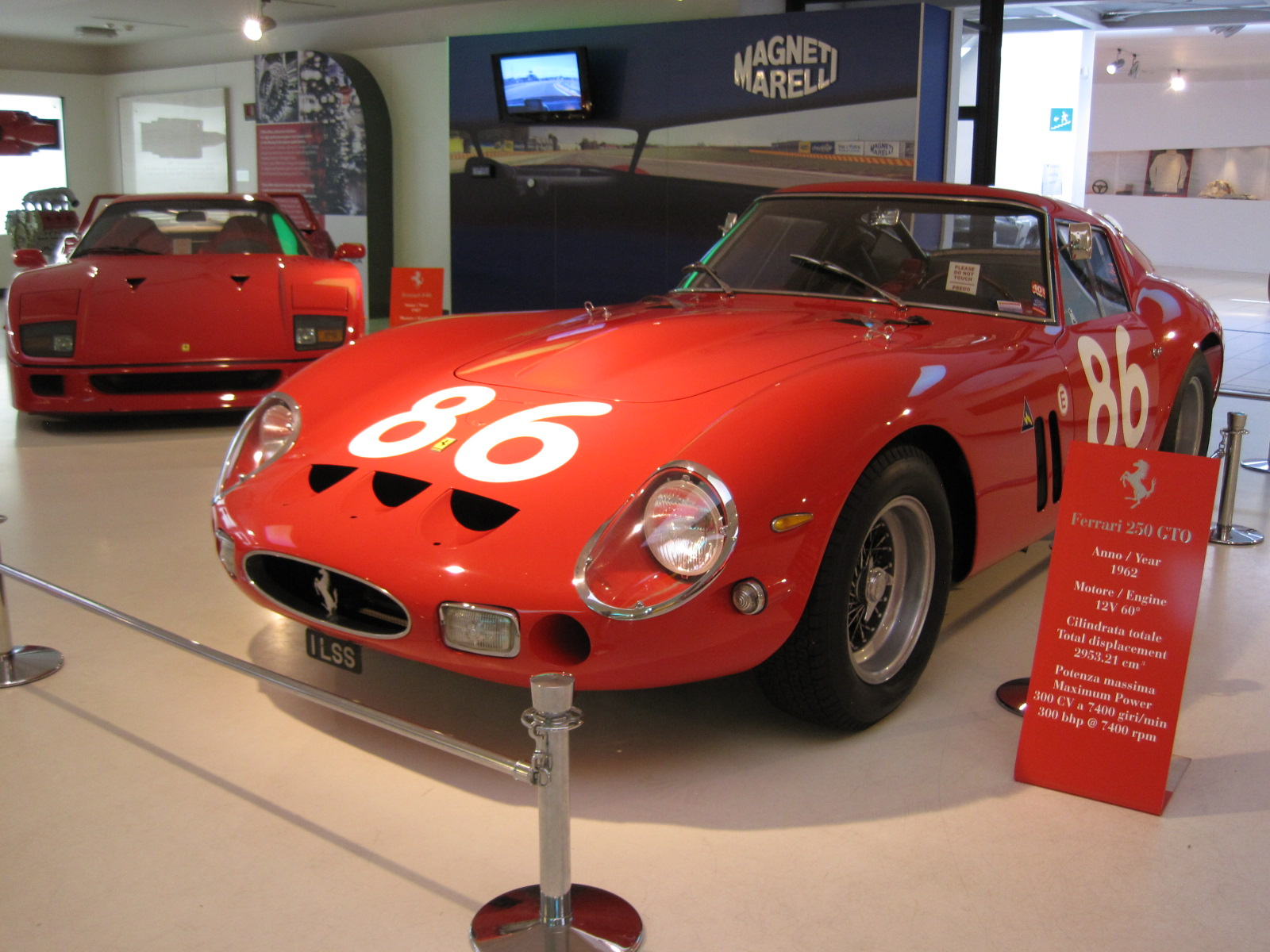
Ferrari 250 GTO au musée Ferrari de Maranello.
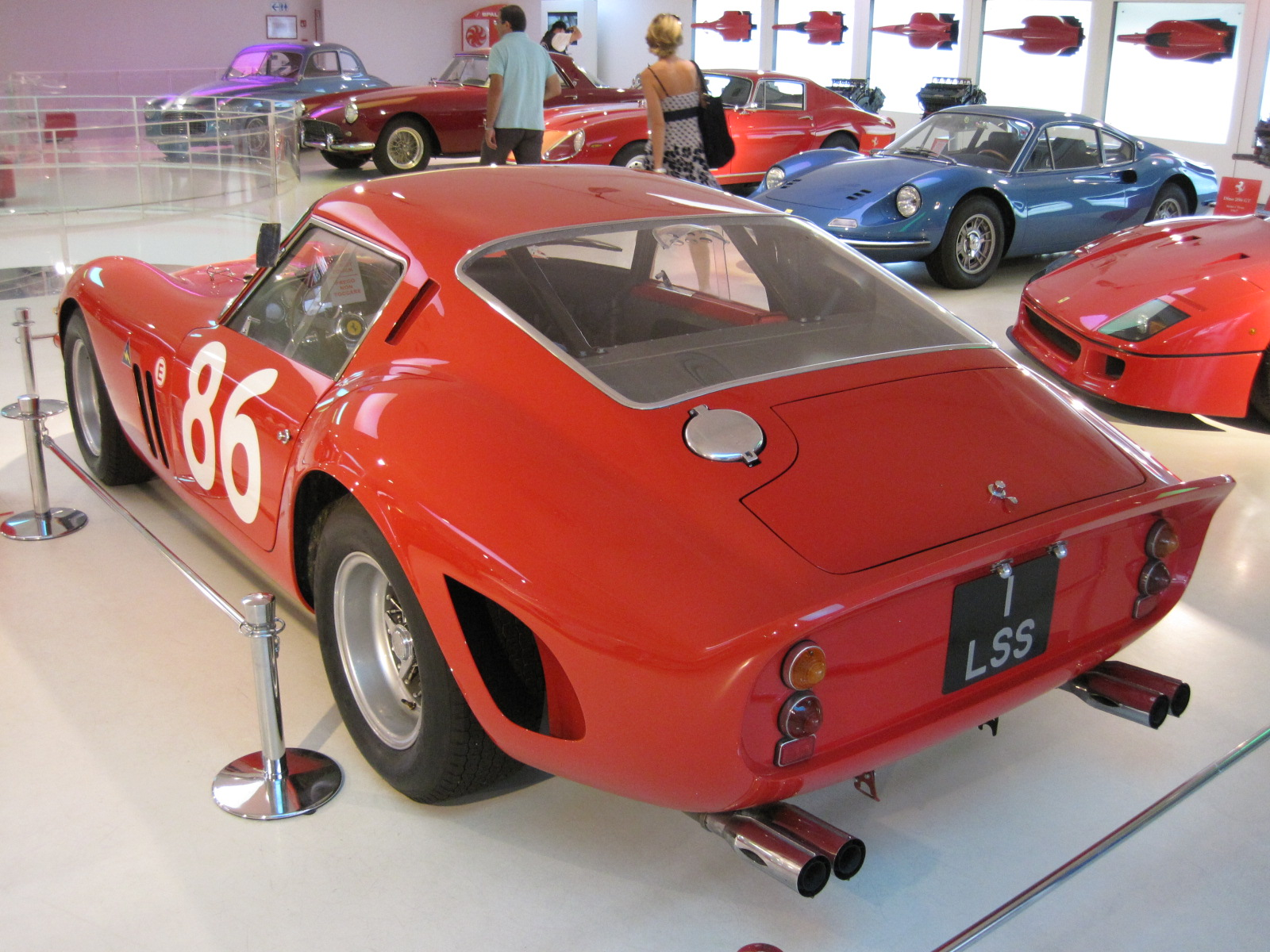
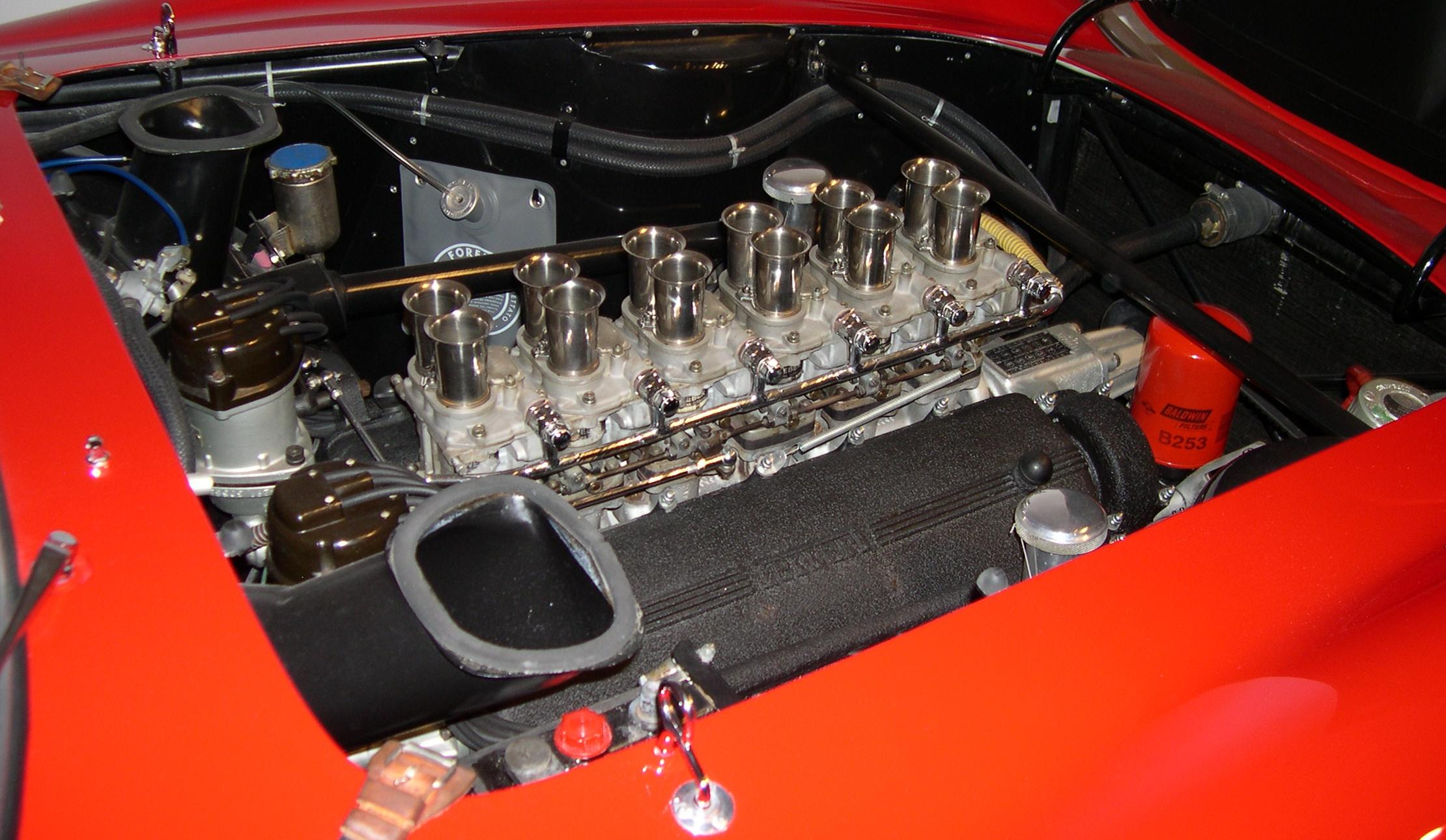
Moteur V12.
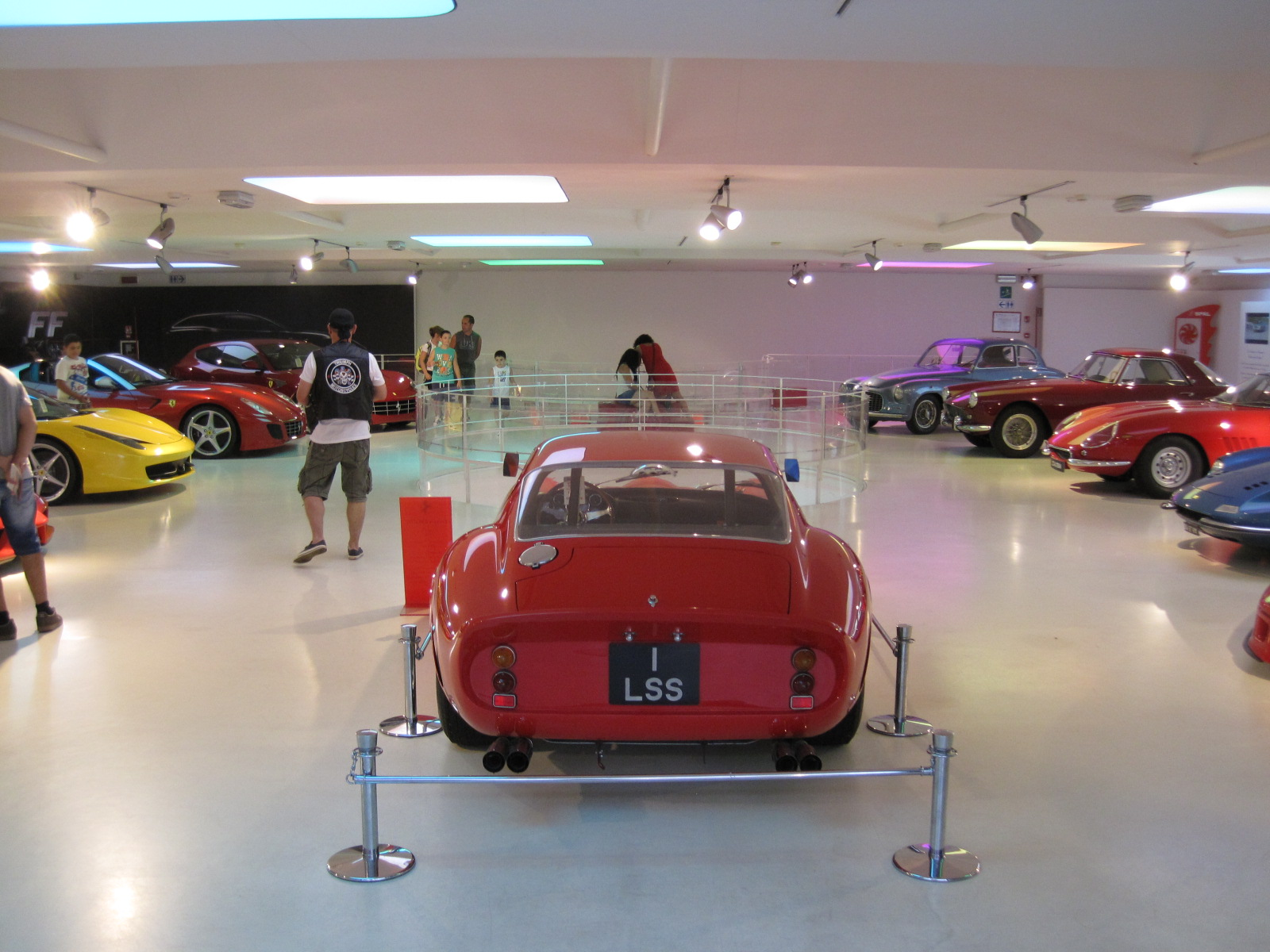

### Les victoires en course
Selon les règles de la FIA, pour les courses de voitures sportives, au moins une centaine d'exemplaires devaient être construits pour qu'un modèle soit homologué dans la catégorie GT (contrairement à la catégorie des prototypes). Ferrari avait construit seulement trente-neuf 250 GTO (trente-trois « normales », trois avec un moteur de quatre litres, quelquefois appelées « 330 GTO » mais plus correctement 250 GTO 4.0L (à ne pas confondre avec la 330 LMB), et trois « Type 64 » avec une carrosserie modifiée), pourtant la voiture fut autorisée à participer à des courses en catégorie GT. Enzo Ferrari a argumenté en affirmant que le modèle n'était techniquement qu'une modification de la 250 GT SWB, les colères de Ferrari étaient telles qu'il valait mieux pour le sport laisser participer l'équipe plutôt que discuter avec une irritable et absente (à la grande déception des fans) Scuderia Ferrari.
La voiture a débuté aux 12 Heures de Sebring en 1962, pilotée par l'équipe formée par l'Américain Phil Hill (champion du monde de F1 en 1961) et le Belge Olivier Gendebien. Bien que gêné au départ de conduire une voiture de catégorie GT au lieu d'une des Testa Rossa complètement conçues pour la course et classées dans la catégorie des prototypes, le duo expérimenté s'est impressionné lui-même (et tous les autres également) en finissant second devant la Testa Rossa de Joakim Bonnier et Scarfotti.
Ce succès n'était pas dû à un coup de chance : la 250 GTO était une voiture de course très performante, pour preuve la même année encore la deuxième place de Jean Guichet et Pierre Noblet aux 24 Heures du Mans, ainsi que la troisième de l'Écurie nationale belge. À l'époque de son introduction il s'agissait, selon l'étagement de la boîte de vitesses et le rapport de démultiplication final, de la voiture la plus rapide en ligne droite sur n'importe quel circuit. De plus, ses performances étaient alliées à un comportement routier sain et plus globalement à une voiture sans défaut majeur. Dans la pure tradition Ferrari, cela permettait aux conducteurs normaux d'être excellents et aux bons conducteurs d'avoir un avantage insurpassable. Les années de développement consacrées aux composants importants et la fiabilité traditionnelle des Ferrari garantissaient en outre que la voiture tenait bon jusqu'à la fin de la course. Finalement, la GTO permit à Ferrari de remporter trois années d'affilée, 1962, 1963 et 1964, le championnat du meilleur constructeur au monde.
- 1962 et 1963: victoire de catégorie GT 3.0 aux 24 Heures du Mans, avec l'Écurie nationale belge (Pierre Noblet et Jean Guichet, puis Jean Blaton et Gérard Langlois von Ophem);
- 1962 et 1963: 9 Heures de Kyalami (avec David Piper et Tony Maggs);
- 1962: Trophée d'Auvergne, RAC Tourist Trophy, Coupe du Salon, Nassau Tourist Trophy, 12 Heures de Sebring catégorie GT 3.0;
- 1963: 3 Heures de Daytona, 6 Heures de Dakar, 500 kilomètres de Spa, RAC Tourist Trophy, Tour de France automobile catégorie GT (avec Jean Guichet et Jean Behra), 9 Heures de Kyalami, 12 Heures de Sebring catégorie GT 3.0;
- 1964: 2 000 kilomètres de Daytona, Trophée Sussex de Goodwood, 6 Heures de Dakar, Silverstone International, 500 kilomètres de Spa, Grand Prix du Portugal, Tour de France automobile catégorie GT (avec Lucien Bianchi et Georges Berger), Coppa F.I.S.A. de Monza, 12 Heures de Sebring catégorie GT 3.0;
- 1965: Coupes de vitesse (Montlhéry), Grand Prix de Trier, de Guanabara.
- TITRES : Championnat du monde des voitures de sport 1962, 1963 et 1964 de Division III (plus de 2 Litre).

En France, Fernand Tavano a remporté avec ce véhicule les rallyes de Picardie, de l'Ouest et du Limousin notamment, durant les années 1960, et Jean Guichet a été triple Champion de France des rallyes en 1961, 1962 et 1963 (catégorie Grand Tourisme), gagnant notamment le Rallye Pétrole-Provence en 1958 et le Tour de France automobile (GT) en 1963 (triplé de la marque avec Lucien Bianchi le vainqueur -sur GTO- de 1964 et le Suisse Gérard Spinedi -lauréat du Rallye de Genève 1961-; Guichet est aussi second en 1964).

### Production
La faible production (36 véhicules) a permis à Ferrari d’être très sélective sur les acheteurs potentiels. En étant dans les bonnes grâces d'Enzo Ferrari lui-même, ou de son ambassadeur nord-américain Luigi Chinetti, on pouvait avec 18 000 dollars (début des années 1960, soit environ 140 000 dollars en 2012) acheter la meilleure GT de course disponible à l’époque.
La 250 GTO est peut-être l'une des dernières voitures de ce niveau à présenter le comportement d’une routière normale. De façon plus visible, c’était une des dernières voitures à moteur avant à être véritablement compétitive à un tel niveau. À l’époque, avant la popularisation des courses de voitures d'époque, la 250 GTO faisait face au même destin que les autres voitures de course : lorsqu’elles devenaient obsolètes, quelques-unes servaient pour des courses régionales tandis que les autres étaient utilisées comme des voitures de route à usage  normal, glorieux mais néanmoins assez peu pratique.

### Collection et augmentation de la valeur

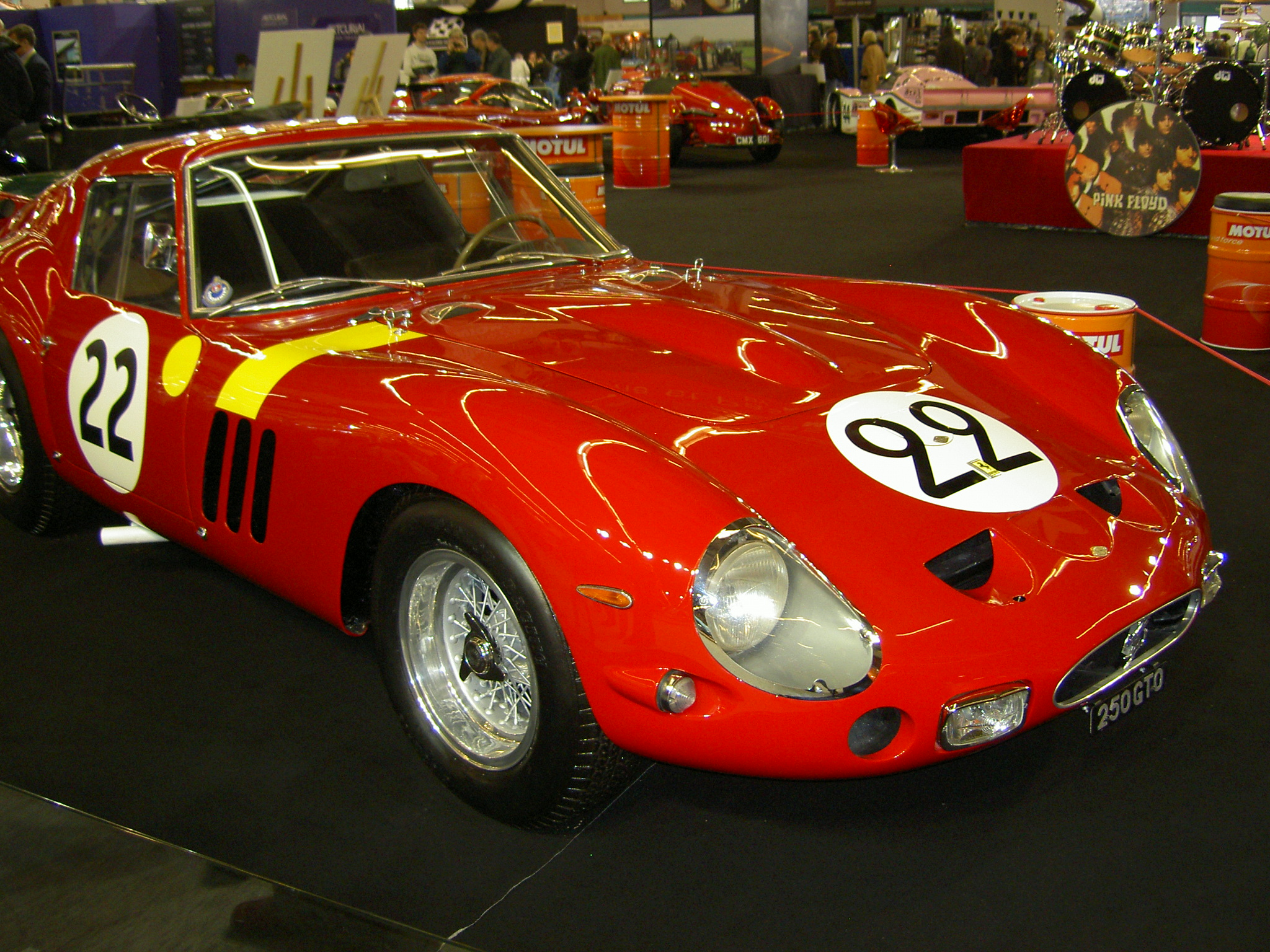
La 250 GTO de Nick Mason au Salon Rétromobile 2007.

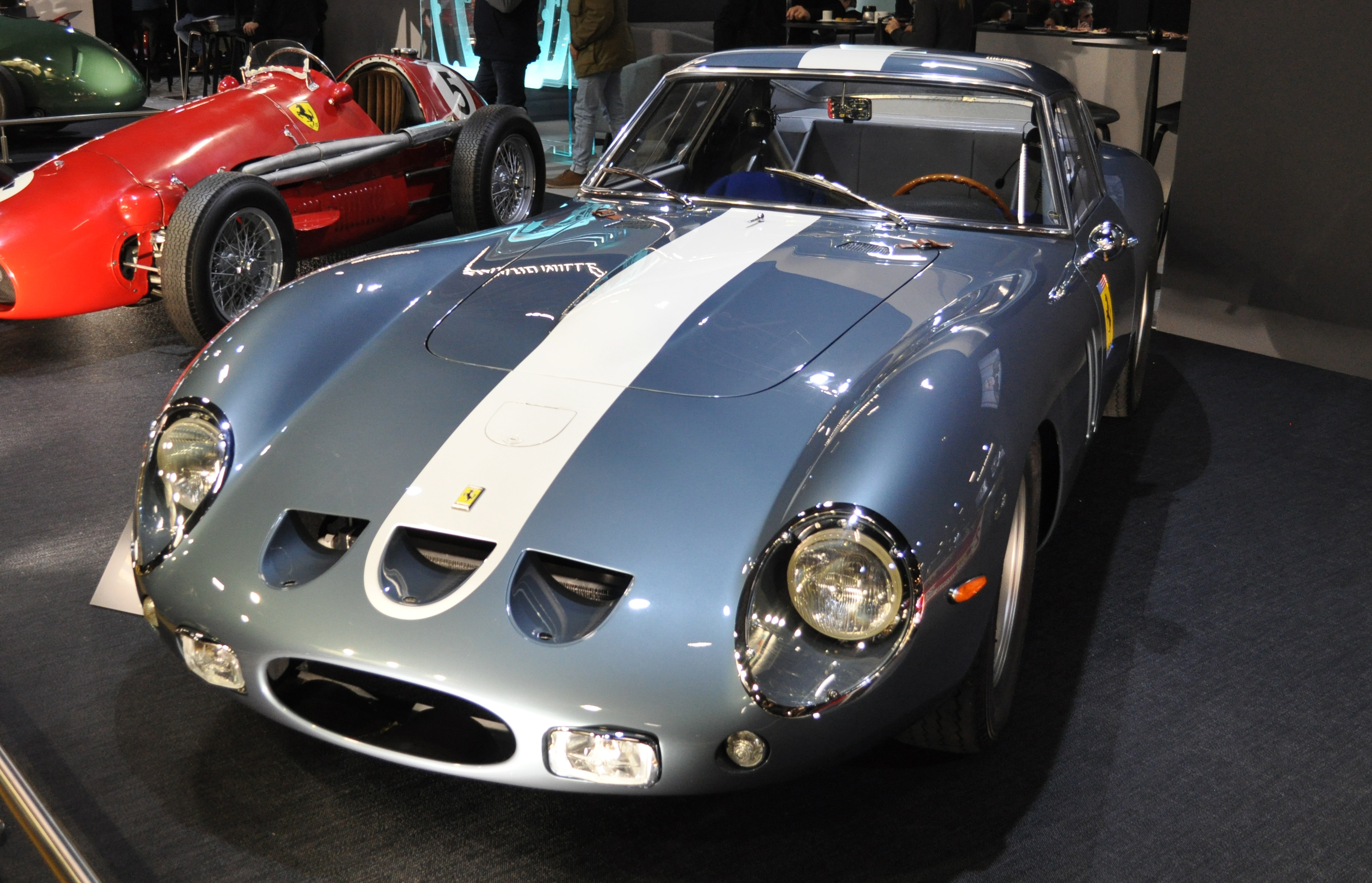
La 250 GTO de François Perrodo au Salon Rétromobile 2023.

À la fin des années 1960 et au début des années 1970, l’attrait pour les performances de la 250 GTO et d’autres Ferrari rares a rapidement fait augmenter leur valeur sur le marché. Comme l’industrie automobile devait se conformer à de nouvelles réglementations et se questionnait sur des décisions marketing, les performances inégalées de la 250 GTO lui conférèrent un nouveau pouvoir d'attraction. Il y avait également un changement dans la façon de considérer cette voiture : au lieu de la considérer comme une ancienne mais attachante voiture de course, des collectionneurs de renom (dont Ralph Lauren) ont commencé à voir dans la 250 GTO une sorte de voiture de grand art.
La mentalité d’investissement a atteint un sommet incroyable à la fin des années 1980. La valeur marchande de voitures de luxe, particulièrement des Ferrari, s'est envolée, la 250 GTO étant l’exemple le plus représentatif de la marque, le prix de ces voitures a atteint des sommets. Ce phénomène de hausse des prix fut particulièrement marqué en 1988, lors du décès d'Enzo Ferrari, fondateur de la marque au cheval cabré. Une de ces 250 GTO a été vendue aux enchères en 1989 environ 9 millions de dollars, soit environ 57 millions de francs. Si en 2008, la cote se situait entre 15 et 20 millions de dollars selon le palmarès et l'historique de l'exemplaire, elle atteignait, en 2013, la somme astronomique de 52 millions de dollars (38 millions d'euros), ce qui fit de la 250 GTO la voiture la plus chère du monde. En 2014, la 250 GTO de 1962 ayant appartenu au pilote français Jo Schlesser a été vendue 38 millions de dollars aux enchères.
En 2021, avec des transactions entre 50 et 70 millions d'Euros, la Ferrari 250 GTO devient le premier modèle automobile dont la valeur à la revente égale ou excède l'équivalent de la valeur de son poids en or : seul le second modèle de la Bugatti Royale « Coupé Napoléon » pourrait dépasser ces montants aux enchères dans l'hypothèse fort improbable de sa mise en vente, sans atteindre cependant ce ratio poids / or puisque ce modèle pèse plus de 3 tonnes.
Le fort attrait et la rareté de la voiture ont entraîné un nombre important de fausses 250 GTO basées sur des châssis Ferrari plus modestes ou sur des Datsun Z. Il y a actuellement beaucoup plus de répliques que d'originales 250 GTO. À un niveau moindre, des copies d'actes de vente de voitures d’origine, réalisées par des gens peu scrupuleux mais aussi des copies des voitures d’origine, ont été rapportées. Un exemple flagrant est celui du Britannique Charles Brocket, qui a fait passer sa 250 GTO pour une originale (sans l'avoir vendue) alors qu’il s’agissait d’une réplique. Cela ne fut révélé que lors d’une fraude à l’assurance en 1996.
Parmi les possesseurs de Ferrari 250 GTO on peut notamment citer le célèbre batteur Nick Mason, du groupe britannique Pink Floyd, le couturier américain Ralph Lauren, le PDG de Wal-Mart S Robson Walton, le PDG coréen de Samsung, Lee Kun-hee ou encore le pilote automobile français François Perrodo. Un collectionneur japonais en posséda quatre exemplaires entre 1996 et 2000.